# Ультразвуковий густиномір

Густиноміри ультразвукові — густиноміри, що відносяться до приладів, які забезпечують безконтактні вимірювання густини будь-яких рідин. Показники приладу не залежать ні від властивостей, ні від складу рідини.
Дія ультразвукових густиномірів основана на тому, що питомий акустичний опір ρс (де с — швидкість розповсюдження звуку в даному середовищі) пропорційний густині середовища. Застосовуючи п'єзоелектричний перетворювач, акустично контактуючий з досліджуваним середовищем і збуджуваний на резонансній частоті, отримують вихідний сигнал напруження, який є функцією акустичного опору, а відповідно, й мірою густини.
Блок-схема ультразвукового густиноміра наведена на рис.
У стінку судини (трубопровід) з досліджуваною рідиною вмонтовані передаючий 2 і приймальний 3 п'єзовипромінювачі, які акустично контактують з рідиною. Генератор 1 подає на випромінювач 2 напругу з постійною амплітудою і частотою, яка дорівнює резонансній частоті випромінювача. Сигнал із випромінювача 3, пропорційний по амплітуді акустичному опору, надходить на підсилювач-детектор 4 і обмежувач управління 5, куди також подається сигнал, частота якого пропорційна швидкості звука в досліджуваному середовищі (цей сигнал формується випромінювачами 11 і 12). В інтеграторі 6 здійснюється розділення цих двох величин і вироблюється пилоподібна напруга, пропорційна по амплітуді густині досліджуваної рідини.